# 曼努埃尔·兰奇尼
曼努埃尔·兰奇尼（英語：Manuel Lanzini，西班牙語發音：[maˈnwel lanˈsini]，1993年2月15日—）是阿根廷職業足球運動員，司職中場，現效力阿根廷足球甲级联赛球會河床。

## 球會生涯
2015年7月22日，兰奇尼租借加盟英超球队韋斯咸一个赛季，當中有永久转会的選項。
2023年8月2日，兰奇尼回到河床队，签约一年。10月25日，兰奇尼获赠了一件镶框的100号球衣，以庆祝他为自己的老东家俱乐部出场 100 次。

## 榮譽

### 球會
富明尼斯
- 巴西足球甲級聯賽冠軍：2012年

 河床競技
- 阿根廷足球甲级联赛冠軍：2014年

韋斯咸
- 歐協聯冠軍 : 2022-23[3]

### 國家隊
阿根廷
- 南美超級經典盃冠軍：2017年

### 個人
- 韋斯咸年度最佳球員：2016-17賽季

## 外部連結
- Soccerway資料庫：曼努埃尔·兰奇尼